# Municipio de White River (condado de Prairie)
El municipio de White River (en inglés: White River Township) es un municipio ubicado en el condado de Prairie en el estado estadounidense de Arkansas. En el año 2010 tenía una población de 2247 habitantes y una densidad poblacional de 11,66 personas por km².

## Geografía
El municipio de White River se encuentra ubicado en las coordenadas 34°56′27″N 91°32′13″O / 34.94083, -91.53694. Según la Oficina del Censo de los Estados Unidos, el municipio tiene una superficie total de 192.74 km², de la cual 186,09 km² corresponden a tierra firme y (3,45 %) 6,65 km² es agua.

## Demografía
Según el censo de 2010, había 2247 personas residiendo en el municipio de White River. La densidad de población era de 11,66 hab./km². De los 2247 habitantes, el municipio de White River estaba compuesto por el 88,96 % blancos, el 9,08 % eran afroamericanos, el 0,58 % eran amerindios, el 0,09 % eran asiáticos, el 0,09 % eran de otras razas y el 1,2 % eran de una mezcla de razas. Del total de la población el 1,07 % eran hispanos o latinos de cualquier raza.